# Faxe Jernbane
Faxe Jernbane (FJ) was een private spoorwegmaatschappij in het zuiden van Seeland in Denemarken.
Omstreeks 1860 werden plannen gemaakt om de kalksteengroeve bij Fakse middels een spoorlijn te verbinden met de haven in Fakse Ladeplads. In 1862 werd begonnen met de aanleg van een smalspoorlijn met een spoorwijdte van 791 mm die in 1864 in gebruik werd genomen. Voor het vervoer van kalk werden 180 tweeassige wagens met elk een capaciteit van een kubieke meter kalk aangeschaft. De volle wagens van de groeve naar de haven werden door de zwaartekracht bergafwaarts vanaf de groeve naar het strand gerold, waar de wagens met paardetractie hun weg naar de haven vervolgden. De lege wagens werden met paardetractie naar de groeve teruggebracht.
De verbinding was een groot succes en reeds in 1866 werd toestemming verleend tot de invoering van locomotieftractie. Begonnen werd met een tweedehands stoomlocomotief, die tot 1921 in gebruik bleef, ondanks dat deze locomotief voor een iets smallere spoorwijdte van 785 mm was gebouwd.
Om het kalk niet alleen naar de haven te vervoeren werd ook gedacht aan spoorverbindingen met het binnenland, in aansluiting op reeds bestaande spoorlijnen. Hiervoor werd de Østsjællandske Jernbaneselskab (ØSJS) opgericht, die in 1879 een normaalspoorverbinding tussen Køge en Stubberub (bij Fakse) opende. Aanvankelijk was er geen verbinding tussen het smalspoor van de FJ en het normaalspoor van de ØSJS, terwijl het eindpunt van de ØSJS lijn op enkele meters afstand van de FJ lijn lag.
Op 23 juni 1880 tekenden beide maatschappijen een overeenkomst voor een gezamenlijk gebruik van het spoor tussen Stubberup en Fakse Ladeplads. Hiervoor werd het smalspoor voorzien van een derde rail voor normaalspoormaterieel. Vooralsnog werden alleen goederenwagens doorvervoerd over de driesporige lijn naar Fakse Ladeplads. Doorgaande reizigers dienden in Stubberup over te stappen op een trein van de andere maatschappij. In 1904 kocht de FJ een normaalsporig rijtuig met 1e, 2e en 3e klas voor doorgaand reizigersverkeer tussen Køge en Fakse Ladeplads. In Stubberup werd dit rijtuig tussen de treinen van ØSJS en FJ uitgewisseld.
Per 15 mei 1927 nam de ØSJS al het reizigersverkeer tussen Stubberup en Fakse Ladeplads over van de FJ, waarna alle reizigerstreinen uit Køge na Stubberup doorreden naar Fakse Ladeplads. De ØSJS hernoemde het station Stubberup in Fakse S en later in Fakse Syd. De FJ bleef zich richten op het goederenvervoer tussen de kalksteengroeve en de haven van Fakse Ladeplads.
In 1977 fuseerden de FJ en ØSJS. De ØSJS zette het kalkvervoer voort tot 1982, waarna het vervoer door vrachtwagens werd overgenomen. Hierna werd het driesporige net omgebouwd tot normaalspoor en de smalspoorverbinding tussen de groeve en Fakse Syd opgebroken.